# 이정 필 삼청첩
이정 필 삼청첩(李霆 筆 三淸帖)은 대한민국 서울특별시 성북구 간송미술관에 있는, 조선시대 화가 탄은(灘隱) 이정(李霆, 1554～1626)이 1594년 12월 12일 충남 공주에서 그린 그림이다. 2018년 6월 27일 대한민국의 보물 제1984호로 지정되었다.

## 개요
‘이정 필 삼청첩’은 조선 17세기 종실(宗室) 출신 화가 탄은(灘隱) 이정(李霆, 1554～1626)이 1594년 12월 12일 충남 공주에서 그린 그림으로, 총 1첩의 54면으로 구성된 서화첩(書畫帖)이다.
이정은 조선시대 묵죽화(墨竹畫)를 대표하는 인물이다. 이 화첩에는 이정의 묵죽화 뿐만 아니라 매화와 난 그림이 수록되어 이정의 다양한 작품세계를 알 수 있게 해 준다. 쪽빛으로 물들인 비단 위에 금니(金泥)로 사군자의 생태(生態)와 관련된 모습을 정교하게 묘사하여 매우 화려하고 섬세하다.
‘삼청첩’에는 이정의 그림 뿐 아니라 최립(崔岦, 1539～1612), 차천로(車天輅, 1556～1615) 등 이정과 교유한 당대인들, 윤신지(尹新之, 1582～1657), 송시열(宋時烈, 1607～1689) 등 후대인들의 발문이 포함되어 이 첩의 제작시기와 전래경로를 명확하게 전해준다는 점에서 역사적 가치를 더해 주고 있다. 이 화첩은 조선시대 사군자화의 흐름을 파악하는 데에 중요한 작품이자 조선시대 최고의 묵죽화가 이정의 수준 높은 필력(筆力)을 보여주는 대표작이라는 점에서도 학술적․예술적 가치가 높다.

## 참고 자료
- 이정 필 삼청첩 - 국가유산청 국가유산포털